# Hitch Hike 〜to where I belong〜
Hitch Hike 〜to where I belong〜（ヒッチハイク トゥ ウェア アイ ビロング）は、1996年7月24日にリリースされたhàlのデビューシングル。CDコードはVIDL-10793。

## 解説
- プロデュースは元ピチカート・ファイヴの高浪敬太郎が行った。
- 初回限定盤と通常盤の2種が存在する。
- 村上龍の小説『ラブ&ポップ -トパーズ2-』(1996年11月発行)の文中において、ハルの「ヒッチハイク」がラジオから流れてくる描写がある。
- エルセーヌのCMに使用され、本人も出演した。
- テレビ東京系UP TO デートのエンディングテーマに使用された。
- be an angel…はNTT docomo ポケットベル秋田地区のCMソングに使用された。

## 収録曲
1. Hitch Hike 〜to where I belong〜 (Single Version)
  - 作詞：川村真澄／作曲・編曲：関淳二郎
2. be an angel...
  - 作詞：中村有里子／作曲：田辺恵二、竹鼻敦郎／編曲：田辺恵二
3. Hitch Hike 〜to where I belong〜 (Single Version) Original Karaoke
  - 作曲・編曲：関淳二郎